# أغاني الشتاء
أغاني الشتاء (بالكورية: 겨울연가)؛ هو مسلسل تلفزيوني كوري جنوبي من بطولة باي يونغ جن وتشوي جي وو، عرض المسلسل على قناة كي بي إس 2 من 14 يناير حتى 19 مارس 2002.
المسلسل يعتبر أحد الدراما الكورية التي كان لها دور في انتشار الموجة الكورية في جميع أنحاء آسيا وجميع أنحاء العالم.

## قصة المسلسل
ينتقل «جون سانغ»، الفتى العبقري المنطوي، إلى مدينة «تشونتشون» هربًا من ماضٍ يثقل ذاكرته، مثقلًا بجراح الأب الغائب والأم المتسلطة. وفي طريقه إلى المدرسة، تغفو «يو-جين» على كتفه، غفوة بريئة تشعل شرارة صداقة تتحول سريعًا إلى حب عميق، كأن قلبيهما التقيا قبل أن تتعارف أيديهما. لكن لحظة خاطفة تقلب الموازين، وصورة قديمة في ألبوم منزلها توقد نذير قدرٍ لا يرحم.
يتعرض «جون سانغ» لحادث سير مروّع يفقده ذاكرته، وتغتنم والدته الفرصة لتمحو ماضيه المؤلم وتزرع فيه هوية جديدة باسم «لي مين-هيونغ». يُعلن موته، ويُدفن معه كل أثر للحب الأول، بينما يُبعث من جديد في حياة أخرى بأمريكا، مهندسًا ناجحًا بلا ظلال.
وبعد عشر سنوات، يعود «مين-هيونغ» إلى كوريا رجلاً مختلفًا. وفي لحظة عابرة، تلمحه «يو-جين» في الشارع، فيرتبك قلبها ويهتز زمنها. تؤجل زفافها من «سانغ-هيوك»، دون أن تدري أن حبيبها المفترض ماضٍ، أصبح حاضرًا، ويعيش الآن علاقة مع غريمتها السابقة «تشاي-رين». الأقدار تسخر، حين يُجبر الحبيبان القدامى على العمل معًا في مشروع تصميم، فتبدأ الذكريات تتسلل، رغم أن العقول نسيتها.
يقع «مين-هيونغ» من جديد في حب «يو-جين»، دون أن يعلم أنه يحبها للمرة الثانية. الغيرة تشتعل في قلب «تشاي-رين»، فتلجأ إلى الخداع، لكن الحقيقة لا تظل نائمة طويلاً؛ إذ يكتشف «مين-هيونغ» كذبها. وهكذا، يتصارع الماضي والمستقبل على هوية رجل وقلب امرأة، وتتحول الذاكرة المفقودة إلى ساحة معركة بين الحب، والحقيقة، والقدر.

## التقييمات
| الحلقة | تاريخ البث     | اي جي بي نيلسن    |
| الحلقة | تاريخ البث     | على الصعيد الوطني |
| ------ | -------------- | ----------------- |
| 1      | 14 يناير 2002  | 16.3٪             |
| 2      | 15 يناير 2002  | 16.6٪             |
| 3      | 21 يناير 2002  | 19.2٪             |
| 4      | 22 يناير 2002  | 21.5٪             |
| 5      | 28 يناير 2002  | 21.2٪             |
| 6      | 29 يناير 2002  | 24.1٪             |
| 7      | 4 فبراير 2002  | 27.2٪             |
| 8      | 5 فبراير 2002  | 26.3٪             |
| 9      | 11 فبراير 2002 | 17.8٪             |
| 10     | 12 فبراير 2002 | 16.7٪             |
| 11     | 18 فبراير 2002 | 26.4٪             |
| 12     | 19 فبراير 2002 | 27.0٪             |
| 13     | 25 فبراير 2002 | 27.6٪             |
| 14     | 26 فبراير 2002 | 28.8٪             |
| 15     | 4 مارس 2002    | 26.4٪             |
| 16     | 5 مارس 2002    | 26.4٪             |
| 17     | 11 مارس 2002   | 23.3٪             |
| 18     | 12 مارس 2002   | 22.4٪             |
| 19     | 18 مارس 2002   | 23.7٪             |
| 20     | 19 مارس 2002   | 24.5٪             |
| المعدل | المعدل         | 23.1٪             |

## الموسيقى
| رقم | عنوان                                          | فنان                    | الحان                                          | ملاحظة                  |
| --- | ---------------------------------------------- | ----------------------- | ---------------------------------------------- | ----------------------- |
| 1   | 처음부터 지금까지 (منذ البداية وحتى الآن)      | ريو                     | يو هاي جون، أوه سيوك جون تركيب: كيم كي-وان     | الاغنية الرئسية         |
| 2   | "ذاكرتي"                                       | ريو                     | بارك جونغ وون                                  |                         |
| 3   | 처음 (المرة الأولى)                            |                         | بارك جونغ وون                                  |                         |
| 4   | 그대만이 (أنت فقط)                             | ريو                     | بارك جونغ وون                                  |                         |
| 5   | 처음부터 지금까지 (منذ البداية وحتى الآن)      |                         |                                                | موسيقى الاغنية الرئيسية |
| 6   | "ذكرياتي"                                      |                         | بارك جونغ وون                                  | نسخة البيانو والكمان    |
| 7   | 보낼 수 없는 사랑 (الحب الذي لا أستطيع إرساله) | كيم وان سون             | شين إن-سو                                      |                         |
| 8   | 시작 (البداية)                                 |                         | بارك جونغ وون                                  |                         |
| 9   | 그대만이 (انت فقط)                             |                         | بارك جونغ وون                                  | نسخة البيانو والكمان    |
| 10  | ذكرياتي                                        |                         | بارك جونغ وون                                  | نسخة البيانو            |
| 11  | 잊지마 (لا تنسي )                              | ريو تركيب : لي هوان-جين | ريو تركيب : لي هوان-جين                        |                         |
| 12  | 기억속으로 (داخل الذكريات)                     |                         | بارك جونغ وون                                  |                         |
| 13  | 연인 (عشاق)                                    | ريو                     | يون يونغ-جون تركيب: يون يونج-جون ، لي هوان-جين |                         |
| 14  | 제비꽃 (البنفسج)                               | ريو                     | جو دونغ جين                                    |                         |
| 15  | 그대만이 (أنت فقط)                             |                         | بارك جونغ وون                                  | نسخة البيانو            |
| 16  | 처음 (المرة الأولى)                            |                         | بارك جونغ وون                                  | نسخة البيانو            |
| 17  | 제비꽃 (البنفسج)                               |                         | بارك جونغ وون                                  | موسيقى                  |
| 18  | "الحب يؤلم"                                    | إي رو ما                | إي رو ما                                       | الحلقة 1                |
| 19  | "عندما يسقط الحب"                              | إي رو ما                | إي رو ما                                       | الحلقة 2                |

## روابط خارجية
أغاني الشتاء على موقع IMDb (الإنجليزية)
- أغاني الشتاء على موقع فيلمافينيتي (الإسبانية)
- أغاني الشتاء على موقع ليتربوكسد (الإنجليزية)
- أغاني الشتاء على موقع كينوبويسك (الروسية)
- أغاني الشتاء على موقع قاعدة بيانات الفيلم (الإنجليزية)
- أغاني الشتاء على موقع ANN anime (الإنجليزية)